# Battista Negrone
Battista Negrone (né en 1530 à Gênes et mort en janvier 1592 dans la même ville) est le 77e doge de Gênes du 20 novembre 1589 au 15 novembre 1591.